# The Nun
The Nun is een Amerikaanse horrorfilm uit 2018 onder regie van Corin Hardy en geschreven door Gary Dauberman. De film is een spin-off van The Conjuring en het is de vijfde film in het The Conjuring Universe.

## Verhaal
Een priester en een novice worden in 1952 door het Vaticaan naar het Cârța-klooster in Roemenië gestuurd om daar de mysterieuze zelfmoord van een non te onderzoeken. Daar worden ze geconfronteerd met Valak, een demon, die de vorm van een non heeft aangenomen.

## Rolverdeling
- Taissa Farmiga als Zuster Irene
- Demián Bichir als Vader Burke
- Jonas Bloquet als Frenchie
- Bonnie Aarons als Valak / Demon Nun
- Charlotte Hope als Zuster Victoria
- Ingrid Bisu als Zuster Oana
- Jonny Coyne als Gregoro
- Mark Steger als The Duke
- Sandra Teles als Zuster Ruth
- Manuela Ciucur als Zuster Christian
- Ani Sava als Zuster Jessica
- Jared Morgan als Marquis
- August Maturo als Daniel

## Productie
De filmopnamen startten op 3 mei 2017 en de première werd eerst gepland op 12 juli 2018 en vervolgens verplaatst naar 7 september 2018 (Verenigde Staten). De film ging in première op 4 september 2018 in het TCL Chinese Theatre in Los Angeles.